# NGC 1423
NGC 1423 је спирална галаксија у сазвежђу Еридан која се налази на NGC листи објеката дубоког неба.
Деклинација објекта је - 6° 22' 54" а ректасцензија 3h 42m 40,1s. Привидна величина (магнитуда) објекта NGC 1423 износи 14,1 а фотографска магнитуда 14,9. NGC 1423 је још познат и под ознакама MCG -1-10-25, PGC 13628.